# Bowie – The Video Collection
Bowie — The Video Collection — сборник видеоклипов Дэвида Боуи, выпущенный в 1993 году. Альбом включает в себя в основном официальные видеоклипы и промовидео, снятые в период с 1972 по 1990 года.

## Список композиций
Все песни написаны Дэвидом Боуи, за исключением отмеченных.
1. «Space Oddity» (Space Oddity, 1972)
2. «John I’m Only Dancing» (сингл вне альбомов, 1972)
3. «The Jean Genie» (Aladdin Sane, 1973)
4. «Life on Mars?» (Hunky Dory,1974)
5. «Be My Wife» (Low, 1977)
6. «Heroes» (Дэвид Боуи, Брайан Ино) («Heroes», 1977)
7. «Boys Keep Swinging» (Дэвид Боуи, Брайан Ино) (Lodger, 1979)
8. «Look Back in Anger» (Боуи, Ино) (Lodger, 1979)
9. «D.J.» (Боуи, Ино, Карлос Аломар) (Lodger, 1979)
10. «Ashes to Ashes» (Scary Monsters (and Super Creeps), 1980)
11. «Fashion» (Scary Monsters (and Super Creeps), 1980)
12. «Wild Is the Wind» (Вашингтон, Тиомкин) (Station to Station, 1981)
13. «Let’s Dance» (Let’s Dance, 1983)
14. «China Girl» (Боуи, Игги Поп) (Let’s Dance, 1983; версия подвергнутая цензуре)
15. «Modern Love» (Let’s Dance, 1983)
16. «Blue Jean» (Tonight, 1984; короткая версия)
17. «Loving the Alien» (Tonight, 1985; версия подвергнутая цензуре)
18. «Dancing in the Street» (Хантер, Стивенсон, Гэи) (сингл вне альбомов, 1985)
19. «Absolute Beginners» (Absolute Beginners, 1986)
20. «Underground» (Labyrinth, 1986)
21. «As the World Falls Down» (Labyrinth,1986)
22. «Day-In Day-Out» (Never Let Me Down, 1987; версия подвергнутая цензуре)
23. «Time Will Crawl» (Never Let Me Down, 1987)
24. «Never Let Me Down» (Боуи, Аломар) (Never Let Me Down, 1987)
25. «Fame '90» (Боуи, Джон Леннон, Аломар) (Changesbowie, 1990)